# 田中美和子
田中 美和子（たなか みわこ、1967年12月25日 - ）は、日本のフリーアナウンサー、ラジオパーソナリティ、タレント、演歌歌手。現姓：非公表。

## 来歴
千葉県船橋市出身。千葉明徳短期大学幼児教育科在学中に東京ディズニーランドのキャストを務め、仕事ぶりが認められ1988年度の6代目アンバサダーに選出される。
アンバサダー任命以後、短大在学中から『高嶋ひでたけのお早よう!中年探偵団』（ニッポン放送）の制作デスクのアルバイトをしながら、旧知の仲であった『鶴光の噂のゴールデンアワー』（ニッポン放送）のチーフディレクターからの誘いで、次期アシスタントを決めるオーディションの受験を薦められ、それに合格する。元々幼稚園の先生になりたく、短大卒業後の就職先も決まっていたが、同短大卒業後、22歳の時に『ゴールデンアワー』の2代目アシスタントに抜擢される。
抜擢後、タレント経験がなかったためにニッポン放送のアナウンサー研修を受講しつつ、番組デビュー。同局子会社の事務所に所属であり、同局に入社しているわけではないが、アナウンサーの同期としては、現：同局報道部副部長で記者の畑中秀哉と村上まゆこである。1990年4月から2002年9月までの12年半にわたり同番組のアシスタントを務め、メインパーソナリティの笑福亭鶴光とのコンビネーションは、文化放送の吉田照美・小俣雅子（『吉田照美のやる気MANMAN!』）と並ぶ人気を得た。並行してbayfmでも『BAY MORNING』の木曜日を担当。また、1999年10月には同番組企画にて、「三十路坂」（みそじざか）で演歌歌手デビューも果たし、翌年第2弾シングル「夢色の人生」を発売し、番組内の企画として品川プリンスホテルにてディナーショーを催し、鶴光含めゲスト歌唱に山本譲二、香田晋、サプライズゲストに玉置宏が出演した。
2002年9月11日放送分の『噂のゴールデンアワー』にて、同い年の一般人の男性会社員と婚約した事と同年9月27日をもって降板を発表。同年11月3日に東京ディズニーシー・ホテルミラコスタで結婚式・披露宴を行った。その後男児を出産し、翌年年子で2人目の男児を出産し、2児の母親となっている。育児期間が落ち着いた後に芸能活動を再開しており、特に出身地である千葉県内に所在するbayfm及びちばテレビの番組に出演する機会が多い。また、ニッポン放送のワイド番組にリポーターやアシスタント、ゲストとして出演することもある。

## 人物
- 自分を見出してくれた鶴光とは、1988年4月15日、田中がディズニーランドのアンバサダー時代に、当時開業満5周年記念で『噂のゴールデンアワー』がディズニーランドパーク内シンデレラ城下での公開生放送で番組ゲストで呼ばれ、初めて出会った[7]。1年後、同番組のアシスタントオーディションで再会し[3]、以後番組でコンビを組んでいるが、鶴光は初対面時から田中のことを「老け顔姉ちゃん」とイジっていた。しかし、まったくの素人からオーディションを経て番組アシスタントとなり、番組の進行や自身のキャラクターでリスナーからの反応で悩んでいた時にも、ずっと相談に乗ったり、アドバイスを送っていた。その際、芸能界での含めた生き方として、「実るほど頭を垂れる稲穂かな」という言葉を送っている。結婚に伴い『噂のゴールデンアワー』を降板後も、鶴光のニッポン放送での番組やオールナイトニッポンの関連番組などでコンビを組む機会が多く、とても感謝していると回顧している（ラジオ番組表、ラジオパラダイス、ニッポン放送の非売品月刊誌JOLFの各紙取材で随時コメント）。
- 愛称は「お美和子様」。呼称されるようになったきっかけは、『噂のゴールデンアワー』の中の花キューピットがスポンサーの花プレゼントコーナーで、田中が当選者を選んでいることから「『神様、仏様、お美和子様』くらい書かないと、選んでもらえませんよ」と放送中に言ったことから、以後番組中にもこの愛称が取り入れられるようになったという。鶴光はこの「お美和子様」という愛称のイメージについて「お局様であり、尊敬であり、また小馬鹿にしたような言い方でもあり」と話している[1]。
- 性格が天真爛漫なために、『噂のゴールデンアワー』アシスタント時代には、読み間違えてしまったケースも数多く存在する。2002年9月に、シンガーソングライターの宇多田ヒカルが写真家の紀里谷和明との初婚時に入って来た新聞号外の見出しを読み上げた際「宇多田ヒカル 嫁ぐ（とつぐ）」を「稼ぐ（かせぐ）」と読み上げ[1]、楽曲紹介で「天使の誘惑」を歌唱してる黛ジュンの「まゆずみ」を読めず、独断で黛は存在しないと勝手に思い込み風吹ジュンと呼称したり[1]、1993年シーズン当時、東京ヤクルトスワローズに所属していた川崎憲次郎が沢村賞受賞時に、川崎に対し「新人賞（新人王）おめでとうございます」と違うタイトルを口にした事があった[7]。また、番組見学で同局旧社屋に来訪した当時1999年5月場所で、十両陥落した水戸泉に対し、番組チーフディレクターから「落ち込んでるだろうから、十両おめでとうございますと伝えて来い」と投げ掛けられ「関取、この度は十両おめでとうございます」（この投げ掛けに対し、水戸泉本人は「いやぁ面目無い、後輩に道を譲ろうとして」と切り返した）と大相撲の番付システムを理解しない行動や読み間違える行動を鶴光の番組内のイジリネタにされ、「バカだ」を連呼していた[1]。読み間違えられた後にいじられるケースは現在もなおままあり、bayfm『Song of Japan』では「下弦の月（かげんのつき）」を「げげん」と読み、bayfmで長くコンビを組む島村幸男やリスナーにいじられている。
- 特技の1つにビーズ手芸でアクセサリー製作があり[8]、モダンビーズステッチの認定証を取得し、人を集めて指導出来る位の実力を持っている。そのため、自身の番組出演の際の衣装や『月曜から夜ふかし』出演以後は、鶴光のラジオ番組でノベルティ品として、リスナープレゼント提供している[要出典]。

## 出演番組

### 現在

#### ラジオ
- 鶴光の噂のゴールデンリクエスト（2004年12月13日 - 12月17日、2005年2月21日 - 2月25日、2019年10月8日、2020年4月20 - 24日、6月16日 - 19日、11月10日 - 2021年3月18日、6月17日、9月6日、9月28日 - 、ニッポン放送） - アシスタント
- Song of Japan（2015年4月2日 - 、bayfm） - DJ

#### テレビ
- 笑福亭鶴光のオールナイトニッポン.TV@J:COM（2017年1月14日 - 、J:COM TV・ニッポン放送） - ナビゲーター
- 月曜から夜ふかし（日本テレビ）※不定期出演「アナウンサー美和子」として出演

### 過去

#### ラジオ
ニッポン放送
- 鶴光の噂のゴールデンアワー（1990年4月 - 2002年9月27日） - 2代目アシスタント
  - 竹村健一のずばりジャーナル（2001年4月 - 2002年9月27日） - アシスタント ※『ゴールデンアワー』の内包番組扱い
  - 田中美和子のど〜ですかみなさん!（NRN系列ネット番組）
- 笑福亭鶴光の噂の青春リクエスト（2005年10月17日 - 10月21日、12月12日 - 12月16日） - アシスタント
- 垣花正 あなたとハッピー!（2008年10月1日 - 2009年3月30日、2018年6月27日、2020年6月15日） - 「東京ディズニーリゾートプレゼンツ ハッピードリームリポーター」、「それゆけハッピー!外はおまかせ!」代打リポーター、千葉県民の日 ゲスト）
- 上柳昌彦 ごごばん!（2011年8月5日 - 10月28日） - ディリースペシャル「ディズニーのおとな旅」リポーター※金曜
- テリーとたい平のってけラジオ（2009年10月14日 - 2010年6月23日） - 「東京ディズニーリゾートプレゼンツ ニッポン放送がやってきた」※水曜
- 土屋礼央 レオなるど（2019年1月8日） - 日替わりパートナー※2019年1月度
- 森田健作の青春の勲章はくじけない心（2021年1月1日） - ゲスト
- ニッポン放送 ホリデースペシャル 
  - 鶴光・美和子の浅草ヘルスセンター（2013年9月16日） - アシスタント
  - 東京ドイツ村からDO IT!!（2014年3月21日） - 司会
- 安東弘樹 Let’s Go Friday（2020年10月2日 - 2021年3月26日、2021年10月1日 - 2022年3月25日） - パートナー

bayfm
- DISNEY WEEKEND BREAK（1993年 - 2015年3月）[9]
- TOKYO BAY MORNING（2002年）※木、金曜
- bayfm year end‐new year special 2020‐2021 音個知新 ‐明日を照らす音‐（2021年1月1日）※第2部 new-year zone パーソナリティ

#### テレビ
- 千葉テレビカラオケ大賞（1990年1月8日 - 1992年12月28日、千葉テレビ） - アシスタント
- Oh! しゃべりーの（2012年4月 - 9月、千葉テレビ）
- お悩み解決 ジャガーだよ!県民集合!!（2017年3月31日、12月23日、ちばテレビ） - アシスタント
- ハピはぴ・モーニング〜ハピモ〜（2011年4月 - 2014年3月、千葉テレビ） - Big-Aインフォメーション
- ごごたま（テレビ埼玉） - Big-Aインフォメーション
- シャキット!（ちばテレビ) - 毎月1回水曜に放送中の「Big-Aインフォメーション」担当
- マチコミ（テレビ埼玉） - 毎月1回水曜に放送中の「Big-Aインフォメーション」担当

#### 映画
- メグ・ライオン（2020年、監督：河崎実） - お局OL 役
- タヌキ社長（2022年5月20日公開、監督：河崎実）[10]

#### 配信
- 上柳昌彦と坂本梨紗のおしゃべりぞーん（2024年6月7日・14日、2025年1月31日・2月7日・14日、4月4日・11日、YouTube） - ゲスト

#### 舞台
- 劇団チェンジアップ 第3回公演「笑あっぷあっぷナイター」（2025年1月11日 - 13日、コフレリオ新宿シアター）[注釈 3]

## その他

### ナレーション
- 京成電鉄 シティライナーの車内アナウンス（2010年7月16日まではスカイライナー）
- 岩崎電気ラジオCM - 小林克也と共演
- 東京ディズニーリゾート - ラジオCM
- 第一三共ヘルスケア「ダーマエナジー」（ニッポン放送限定ラジオCM）
- 再春館製薬所「ドモホルンリンクル」（ニッポン放送限定ラジオCM）
- 東京ディズニーランド
  - パレード開始前・終了、閉園前の日本語アナウンス
  - ディズニー・ハロウィーン パレード『スプーキー"Boo!"パレード』（2018年 - 2019年）
- 日本郵政「ふるさと頒布会」（2018年） - テレビCM

### ディスコグラフィ
『鶴光の噂のゴールデンアワー』の企画で制作。両作品ともプロデュースは笑福亭鶴光
- 三十路坂〜明日があるじゃない〜（2000年2月23日発売、日本クラウン、作詞：高畠じゅん子 / 作曲：桜田誠一 / 編曲：南郷達也）

「うぐいすだにミュージックホール2000」（笑福亭鶴光）のカップリング曲。CRDN-657　
- 夢色の人生（2001年2月21日発売、テイチクエンタテインメント、作詞：麻こよみ / 作曲：市川昭介 / 編曲：池多孝春）

c/w「宝船だよ!!七福神」※笑福亭鶴光とデュエット。TEDA-10494